# Passow (Mecklenburg)
Passow este o comună din landul Mecklenburg - Pomerania Inferioară, Germania. Deoarece există mai multe localități cu acest nume, la nevoie se specifică astfel: Passow (Mecklenburg).
1. ↑  Alle politisch selbständigen Gemeinden mit ausgewählten Merkmalen am 31.12.2018 (4. Quartal) (în germană), Statistisches Bundesamt[*], arhivat din original la 10 martie 2019, accesat în 10 martie 2019